# Dimenticare Venezia
Dimenticare Venezia è un film del 1979 diretto da Franco Brusati.

## Trama
Nicky e Marta, fratello e sorella, si riuniscono nella loro vecchia casa nella campagna veneta: lui arriva col suo giovane compagno, Picchio (Sandro), e tutti insieme programmano di trascorrere una domenica a Venezia. Tutto però inizia rapidamente ad andare male: la mattina della gita Marta, ex cantante lirica, è colpita da infarto e muore dopo una breve agonia. La tragedia spinge Nicola (Nicky) a isolarsi e a rinunciare anche al rapporto amoroso con Sandro.

## Critica
È un film giudicato generalmente in modo positivo, come pellicola d'autore raffinata ed intima, formalmente elegante, con un montaggio articolato, una colonna sonora ricercata e una squadra di attori ammirevole. Si presenta come un film sulla memoria, sulla scoperta del sesso, sulla paura di invecchiare, sul potere della morte di sciogliere i legami tra le persone; un film in cui l'omosessualità di 4 personaggi è forse legata al rifiuto di crescere e di emanciparsi dal mondo dell'infanzia e dell'adolescenza: temi, questi, indagati con tono personale e con accenti crepuscolari e mitteleuropei, in cui si riconoscono influenze di Bergman, Visconti e, a tratti, Fellini. Alcuni critici vi hanno però scorto alcune insistenze ripetitive, un'atmosfera artificiale ed esangue e dialoghi preziosi e poco plausibili, oltre che una narrazione a flashback scontata e alla lunga stucchevole. I temi sono decisamente pruriginosi. Resta comunque, a detta dei critici, una delle opere più rappresentative di Brusati.

## Riconoscimenti
- 1980 - Premio Oscar
  - Candidatura a Miglior film straniero (Italia)
- 1979 - David di Donatello
  - Miglior film a Franco Brusati e Action Films
- 1979 - Nastro d'argento
  - Migliore attrice protagonista a Mariangela Melato
  - Migliore scenografia a Luigi Scaccianoce